# 육체의 악마 (1986년 영화)
《육체의 악마》(Il Diavolo In Corpo, Devil In The Flesh)는 이탈리아에서 제작된 마르코 벨로치오 감독의 1986년 드라마 영화이다. 마뤼스카 데트메르스 등이 주연으로 출연하였고 레오 페스카롤로 등이 제작에 참여하였다.

## 출연

### 주연
- 마뤼스카 데트메르스

### 조연
- 아니타 로렌지

## 기타
- 공동제작: 스테판 솔러
- 미술: 안드레아 크리산티
- 의상: 리나 넬리 타비아니